# Liste der Bodendenkmäler in Burgwindheim
Auf dieser Seite sind die Bodendenkmäler in dem oberfränkischen Markt Burgwindheim zusammengestellt. Diese Tabelle ist eine Teilliste der Liste der Bodendenkmäler in Bayern. Grundlage ist die Bayerische Denkmalliste, die auf Basis des Bayerischen Denkmalschutzgesetzes vom 1. Oktober 1973 erstmals erstellt wurde und seither durch das Bayerische Landesamt für Denkmalpflege geführt wird. Die folgenden Angaben ersetzen nicht die rechtsverbindliche Auskunft der Denkmalschutzbehörde.

## Bodendenkmäler in Burgwindheim
| Lage                           | Objekt | Akten-Nr.     | Bild           |
| ------------------------------ | --- | ------------- | -------------- |
| (Standort)                     | Siedlung vorgeschichtlicher Zeitstellung. | D-4-6129-0010 |                |
| (Standort)                     | Siedlung vor- und frühgeschichtlicher Zeitstellung.                                                                                              | D-4-6129-0018 |                |
| Kirchplatz 1 (Standort)        | Archäologische Befunde des Mittelalters und der frühen Neuzeit im Bereich der katholischen Pfarrkirche St. Jakobus von Burgwindheim.             | D-4-6129-0023 | weitere Bilder |
| Blutbrunnenstraße 1 (Standort) | Archäologische Befunde des Mittelalters und der frühen Neuzeit im Bereich der katholischen Wallfahrtskapelle Zum Heiligen Blut von Burgwindheim. | D-4-6129-0024 | weitere Bilder |